# Fotheringay
Folk-rocková skupina Fotheringay byla založena v roce 1970 zpěvačkou Sandy Denny po jejím odchodu ze skupiny Fairport Convention. Skupina použila název hradu Fotheringay, kde byla vězněna skotská královna Marie. Hrad byl zmíněn i v písničce „Fotheringay“, kterou obsahovalo album What We Did on Our Holidays od Fairport Convention, vydané v roce 1969 před odchodem Sandy Denny ze této skupiny.
Dva bývalí členové skupiny Eclection, Trevor Lucas a Gerry Conway společně se dvěma bývalými členy skupiny Poet And The One Man Band, kterými byli Jerry Donahue a Pat Donaldson, dotvořili sestavu pětičlenné skupiny. Folkový repertoár doplnilo několik původních písniček od Sandy Denny, jako "Nothing More", "The Sea" a "The Pond And The Stream", stejně tak jako puntičkářské přepisy písniček Gordona Lightfoota „The Way I Feel“ a Boba Dylana "Too Much Of Nothing'. Ačkoliv bylo album kritikou přijato poněkud rozpačitě, byli Fotheringay vnímáni jako důvěryhodná a uznávaná skupina.
Protože album nesplnilo komerční očekávání, Sandy Denny se odvážila dát na sólovou dráhu a byla v anketě hudebního časopisu Melody Maker zvolena nejlepší britskou zpěvačkou roku 1970.
Fotheringay byli rozpuštěni v roce 1971. Některé z jejich písniček se objevily na zpěvaččině debutovém albu The Northstar Grassman and the Ravens. Lucas, Conway a Donahue se v roce 1972 přesunuli do Fairport Convention, aby nahráli album Rosie (na kterém byly použity některé materiály od Fotheringay). Conway hrál pouze na třech skladbách a pak začal hrát jako příležitostný hudebník. Conway a Donaldson pracovali na albu Fairport Convention s Richardem Thompsonem, Lucas a Donahue zůstali ve Fairport ještě dalších několik let, se Sandy Denny, která se připojila v roce 1975 na albu Rising for the Moon . Conway pak ještě doplnil reformované Fairport v roce 1999.

## Členové skupiny
- Sandy Denny: zpěv, klavír, akustická kytara
- Trevor Lucas: zpěv, elektrická a akustická kytara
- Jerry Donahue: sólová kytara, sborový zpěv
- Gerry Conway: bicí, sborový zpěv
- Pat Donaldson: baskytara, sborový zpěv
- Linda Peters: sborový zpěv
- Tod Lloyd: sborový zpěv

## Discografie
Fotheringay (album) - (A&M Records 1970)